# Lac Blanc (Saint-Ubalde)
Pour l’article homonyme, voir Blanc (homonymie).

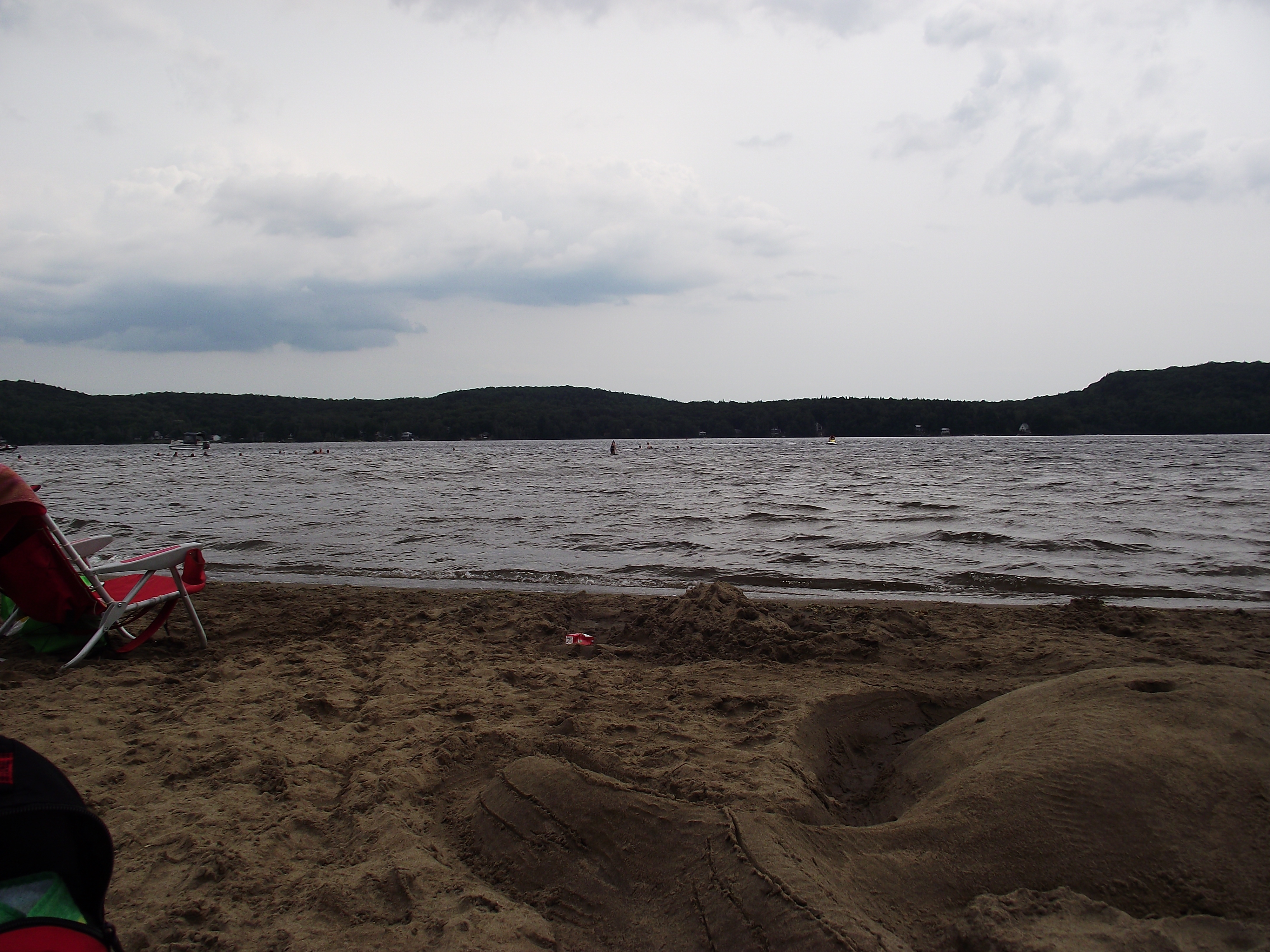
Lac Blanc - St-Ubalde

Le lac Blanc est située dans la partie nord de la municipalité de Saint-Ubalde, dans la MRC de Portneuf, dans la région administrative de la Capitale-Nationale, dans la province de Québec, au Canada.
La zone nord-ouest et sud du lac est desservie par le chemin du Lac-Émeraude. Les parties nord et est du lac sont desservies par des routes forestières secondaires.
Les activités récréotouristiques (surtout la villégiature) constituent la principale activité économique du secteur; la foresterie, en second. Ce lac est interrelié au parc naturel régional de Portneuf via une piste cyclable de 5.1 km reliant le lac Blanc au lac Sept Îles.
La surface du lac Blanc est habituellement gelée du début de décembre à la fin mars, toutefois la circulation sécuritaire sur la glace se fait généralement de la mi-décembre à la mi-mars.

## Géographie
Le lac Blanc comporte une longueur de 3,9 km et une altitude de 143 m. Il s'approvisionne de:
- côté nord: la rivière des Pins laquelle reçoit les eaux du Lac des Pins (altitude de 183 m), situé plus au nord. Ce dernier s'approvisionne de la décharge d'une série de lacs: Gervais, "du Canard", Saint-Laurent, "de la Galette" et à l'Équerre;
- côté nord-est: la décharge du lac Émeraude (altitude: 176 m) (situé près de la montagne du lac Richard);
- côté sud-ouest: la décharge d'une série de lacs: Rond (174 m), "à Francis" (155 m), Travers (161 m), Perron (189 m), Perreault (185 m)) et le lac Froid (197 m).

Le lac Blanc est réputé pour sa villégiature et les activités récréotouristiques, notamment le camping et les activités nautiques. La Montagne du Lac Blanc dont le sommet atteint 228 m, est située du côté ouest du lac. L'embouchure du lac est située au fond de la baie sud-ouest du lac.
Le lac Blanc est située à km au sud-ouest de la limite du parc naturel régional de Portneuf. Comportant 70 km2, ce parc englobe notamment les lacs Long, Montauban, Carillon, Sept Îles, lac en Cœur, "À l'Anguille" et quelques autres plans d'eau plus secondaires. Ce parc est populaire pour les activités récréo-touristiques: pistes de randonnées pédestres, ski de fond, rampe de mise-à-l'eau... Une piste de vélo de 5,1 km relie le lac Blanc et le lac Carillon en contournant la Montagne du lac Émeraude.
L'embouchure du lac Blanc est située au fond d'une petite baie de la rive sud-ouest. De là, le courant coule sur:
- 29,25 km vers le sud par la rivière Blanche;
- 1,8 km vers le sud par la rivière Noire;
- 11,5 km vers le sud par la rivière Sainte-Anne qui se déverse sur la rive nord-ouest du fleuve Saint-Laurent[2].

## Toponymie
Le toponyme "Lac Blanc" (Saint-Ubalde) a été inscrit le 5 décembre 1968 à la Banque des noms de lieux de la Commission de toponymie du Québec.